# Franfinance
Franfinance — французская дочерняя компания группы Societe Generale.

## История
Franfinance возникла в результате слияния в 1989 году трех дочерних компаний Société Générale:
- La Société Auxiliaire de Crédit – специализировавшаяся на финансировании автомобилей для физических лиц и финансировании компаний, в основном в области транспорта, строительства и сельскохозяйственного оборудования;
- Le CREG (Crédit Électrique et Gazier) – специализировавшаяся на потребительском кредитовании, в основном в двух основных областях: бытовая техника (бытовая техника, телевидение и т. д.) и обустройство дома (кухня, камин, веранда и т. д.), а также личные ссуды, основной опорой которых является банковская карта Pluriel.
- Diebold-Solomateg – специализировавшаясяна аренде и финансировании компьютерного оборудования или лизинга компьютеров, а также на финансировании бизнеса, особенно в области информационных технологий, автоматизации делопроизводства и медицинского оборудования.

Целью данного объединения было стремление руководства данных компании вернуть себе долю рынка, которую крупные коммерческие банки оставили в течение Славного тридцатилетия новым специализированным кредитным группам, таким как Compagnie Bancaire и Sofinco-La Hénin (приобретенные десятью годами позже, в 1999 г., Crédit Agricole).
До 2013 года у Franfinance было 28 филиалов в Европе, прежде чем он сменил организацию. Столкнувшись со снижением кредитной активности, а также более сложными нормативными обязательствами, компания перешла в 2013 году из децентрализованной организации к ужесточению организации, в то время как все больше и больше дематериализации процесса андеррайтинга.
В декабре 2017 года Franfinance объявила о соглашении с компанией Cegedim о приобретении 100% Cegelease, компании по аренде оборудования для медицинских работников.

## Дематериализация кредитной политики
Franfinance была удостоена награды «Publi-News Trophy» за инновационные банковские решения 2012 года в категории «Дематериализация потоков и контрактов».

## Внефинансовая деятельность

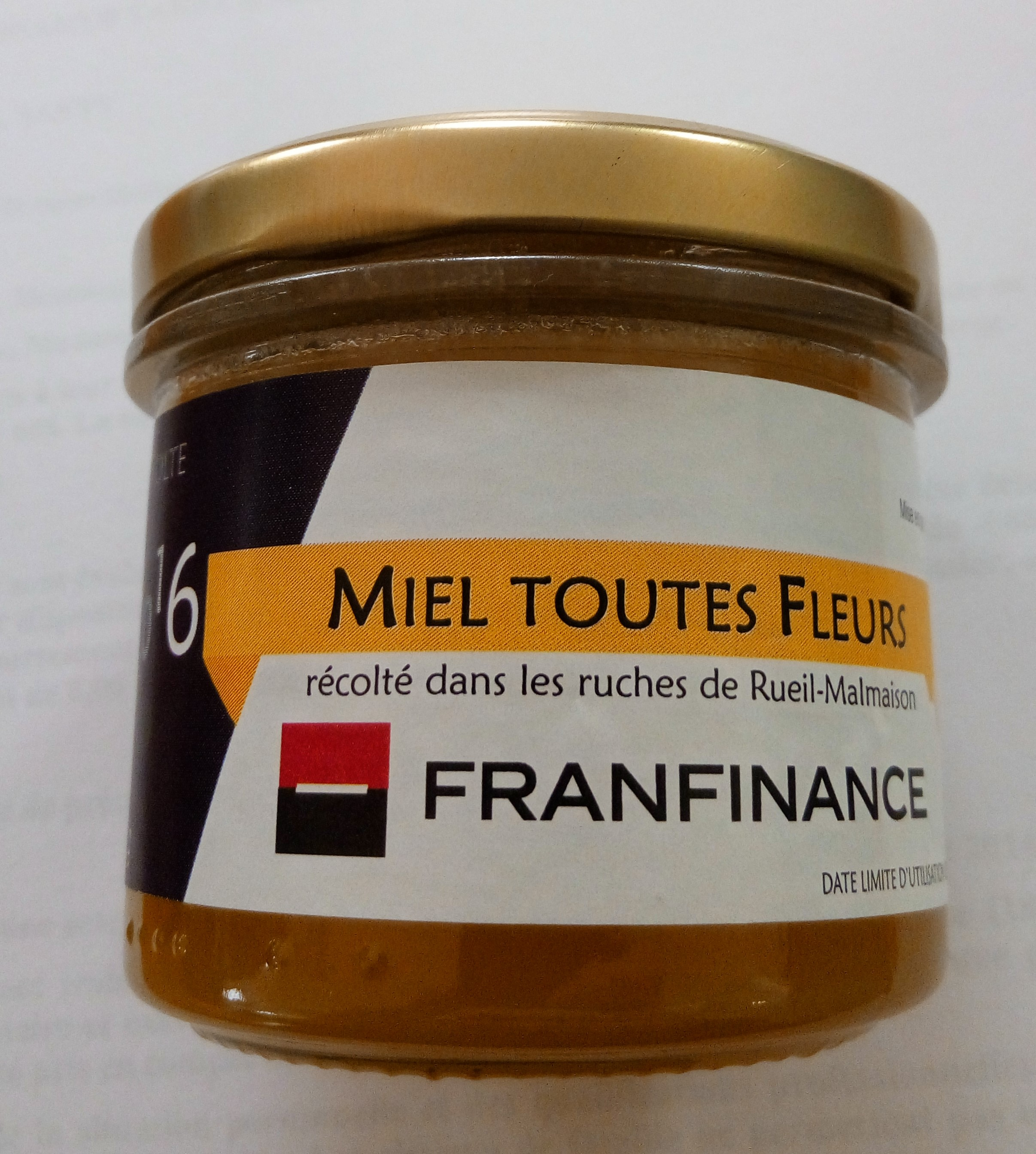
Банка меда Franfinance 2016 года

В 2015 году Franfinance установил 2 улья в своей штаб-квартире, чтобы продемонстрировать приверженность действиям ООН по сохранению пчел.